# Gaudenzio Marconi
Gaudenzio Marconi (také Guglielmo nebo Gaudenz; 12. března 1841 Comologno, Onsernone, kanton Ticino – 1855? Brusel) byl švýcarský fotograf a malíř italského původu. Proslavil se uměleckými akty. Jeho fotografie posloužily jako předlohy pro díla slavných umělců, jako byl Auguste Rodin.

## Životopis
Marconi se narodil v italské oblasti Švýcarska rodičům italského původu. Sehrál roli ve vývoji rané fotografie modelů. Koncem 60. let 19. století se zapsal jako malíř a fotograf na École des Beaux-Arts v Paříži. Jeho specializací byly fotografie aktů. Jeho modely často zaujímaly patetické pózy podle antických nebo renesančních soch, sloužily také studentům jako předlohy k malbě nebo kresbě. Pro soudobé umělce aranžoval i dvojice, trojice či skupiny postav. Používal je při své práci například Auguste Rodin.
Po vypuknutí komuny Paříž opustil a v roce 1872 se přestěhoval do Bruselu, kde si otevřel firmu Photos des Beaux Arts Marconi a vedl galerii ve čtvrti Schaerbeck. Oženil se s Adrienne Fontaine (* 1844) z Amsterdamu. V roce 1885 jeho stopy mizí. Předpokládá se, že zemřel. Jeho dílo bylo znovuobjeveno roku 1996, 24 fotografií představilo FotoMuseum v Antverpách.

## Galerie

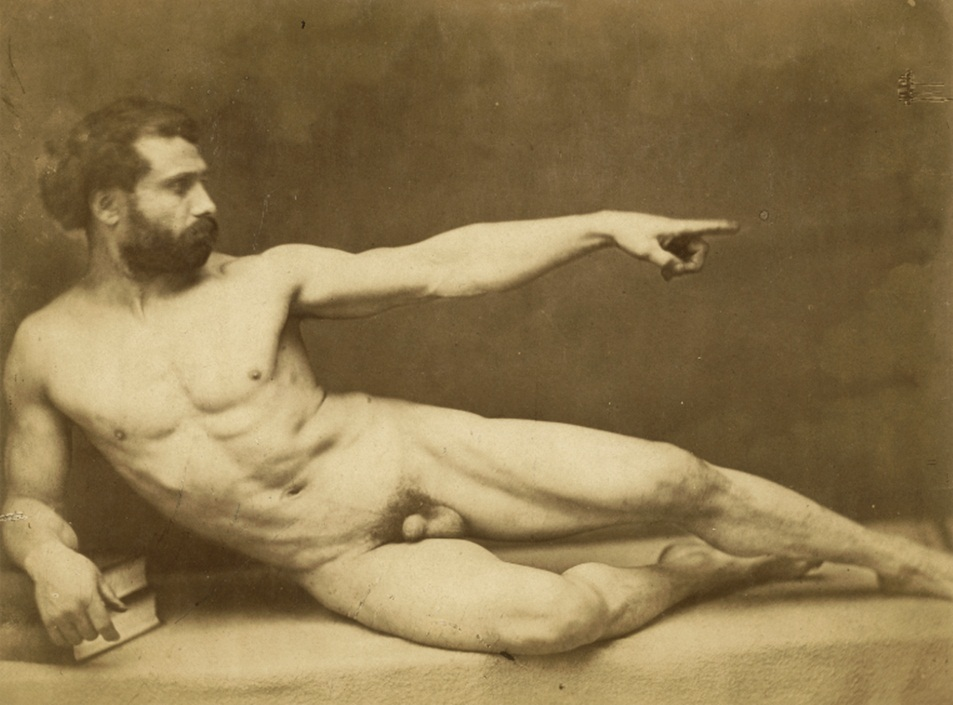
Akt
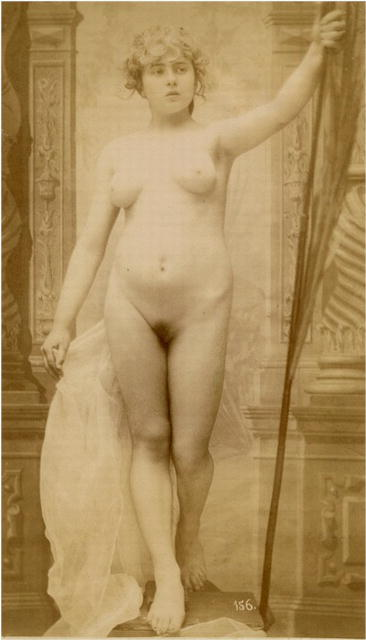
Akt
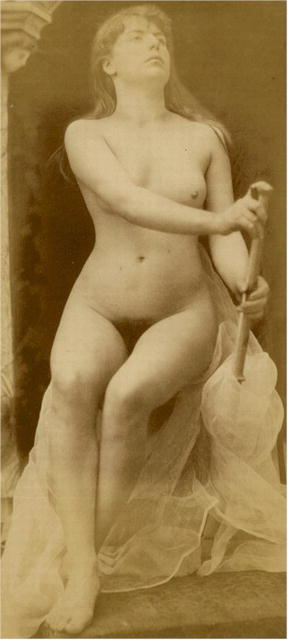
Akt
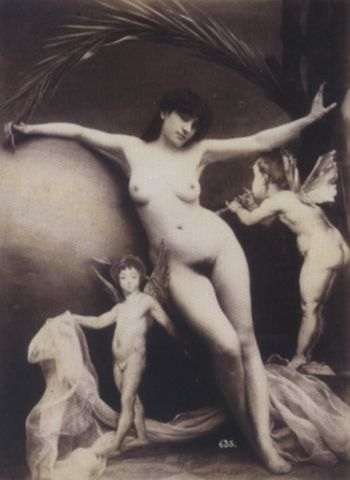
Akt, asi 1870
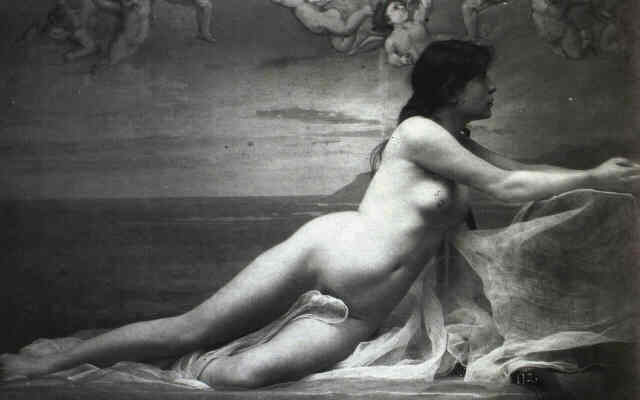
Akt, 1870-1879
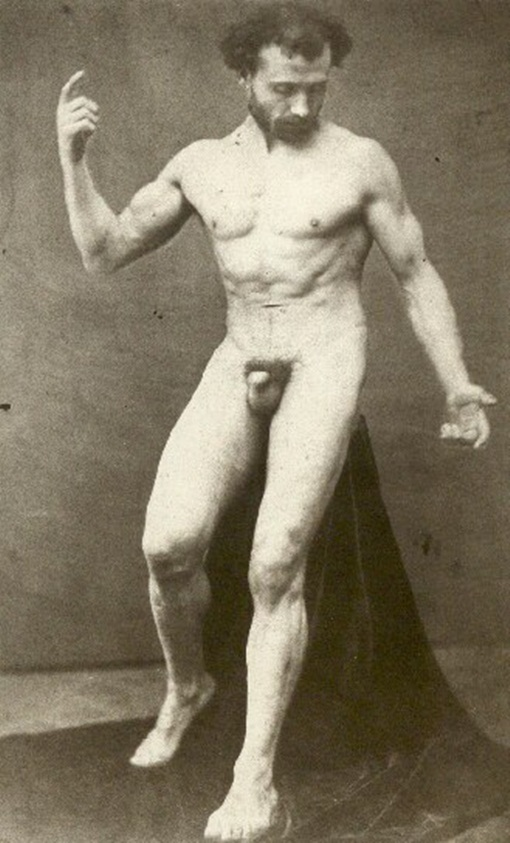
Akt